# LIV Golf Tour
LIV Golf Tour is een professionele golftour voor mannen. De naam "LIV" verwijst naar de Romeinse cijfers voor 54, het aantal holes dat bij LIV-evenementen wordt gespeeld over drie rondes. 
Het eerste LIV Golf-evenement ging van start op 9 juni 2022 bij de Centurion Club in Hertfordshire. Hiervoor werden verschillende professionele golfspelers (in ruil voor hoge premies) uitgenodigd om aan deel te nemen. Deze serie van golftoernooien werd in 2023 opgedoopt tot de LIV Golf League.
LIV Golf wordt gefinancierd door het Public Investment Fund, het staatsinvesteringsfonds van Saoedi-Arabië. Sommige journalisten en commentatoren hebben gezegd dat de tour deel uitmaakt van de inspanningen van de Saoedische monarchie, die is bekritiseerd vanwege haar corruptie en mensenrechtenschendingen, om haar publieke imago te verbeteren door middel van sport.

## Organisatie
In 2019 werd een aankondiging gemaakt van de Premier Golf League, een nieuwe golftour die de concurrentie aan moest gaan met de Amerikaanse PGA Tour. De Premier Golf League voerde gesprekken met Saoedische investeerders over een financieel partnerschap, maar Golf Saudi (een afdeling van het Public Investment Fund) richtte in plaats daarvan in 2021 een entiteit op met een eigen plan om een nieuwe, wereldwijde professionele golfcompetitie te starten. Deze entiteit werd gestart onder de naam LIV Golf Investments, met voormalig professioneel golfer Greg Norman als CEO.
Om te voorkomen dat professionele spelers door de nieuwe competitie werden verleid en zouden vertrekken, kondigde de PGA Tour-commissaris Jay Monahan aan dat golfers, die ervoor kozen om in de nieuwe competitie te spelen, uitgesloten zouden worden van PGA Tour-evenementen. In 2020 vormden de Europese PGA Tour en de PGA Tour een "strategische alliantie" om samen te werken aan commerciële mogelijkheden, planning en prijzengeld voor het lidmaatschap van beide golftours. LIV Golf werd hierbij vaak beschreven als het golfequivalent van de Europese Super League in het voetbal, waar het grote geld regeerde boven het sportieve aspect.
In juli 2022 diende LIV Golf een formele aanvraag in om te worden opgenomen in de Official World Golf Ranking, waardoor golfspelers punten kunnen verdienen voor hun internationale ranking. Om de procedure tot goedkeuring van één tot twee jaar te omzeilen, ging LIV Golf in oktober 2022 een "strategische alliantie" aan met de MENA Tour (de golftour van het Midden-Oosten en Noord-Afrika). Deze regeling had als doel om de LIV Golf-evenementen onmiddellijk rankingpunten toe te kennen, maar later werd door de OWGR echter bevestigd dat de evenementen in 2022 geen punten zouden ontvangen omdat de wijzigingen in de MENA Tour zouden moeten worden herzien.

### Format
Het eerste seizoen van de LIV Golf Invitational Series bestond uit acht strokeplay-toernooien, die werden georganiseerd op verschillende locaties. Het vernieuwende van de LIV Golf-toernooien was dat er slechts 54 holes (drie rondes) werden gespeeld, spelers niet konden afvallen door een cut, er naast de individuele spelerscompetitie ook een teamcompetitie werd georganiseerd waarbij er een afsluitend teamkampioenschap werd georganiseerd op de Doral Golf Resort & Spa in Miami.
In juni 2022 werd gemeld dat LIV Golf het volgende jaar zou evolueren naar een competitieformaat met een schema van 14 evenementen en 48 gecontracteerde spelers. Op 27 juli 2022 kondigde Norman aan dat LIV Golf een promotie- en degradatiesysteem zou implementeren, met een ranglijst en een degradatie van vier laagst geplaatste spelers. De competitie heeft een totale prijzenpot van $405 miljoen. De evenementen zijn zo gepland dat ze niet conflicteren met grote kampioenschappen, de belangrijkste (major)toernooien van de PGA Tour en internationale teamevenementen zoals de Ryder Cup.

## Gecontracteerde spelers
Op 1 juni 2022 werd het deelnemersveld bekend gemaakt voor het eerste evenement, dat gespeeld zou worden op de Centurion Club. Op de lijst stonden verschillende grote golfkampioenen en voormalige nummers een van de wereld, waaronder Dustin Johnson, Sergio García, Martin Kaymer, Graeme McDowell, Louis Oosthuizen, Charl Schwartzel en Lee Westwood. Volgens een bron kreeg Johnson - winnaar van twee majors en voormalig nummer 1 van de wereld - 150 miljoen dollar betaald om over te stappen naar LIV Golf. Johnson kondigde op 7 juni 2022 aan dat hij de PGA Tour ging verlaten met het statement: "Ik heb gekozen voor wat het beste is voor mij en mijn familie". Ian Poulter kreeg naar verluidt 30 miljoen dollar aangeboden om mee te doen aan de competitie, en Lee Westwood gaf aan dat hij een geheimhoudingsovereenkomst met betrekking tot het aanbod had ondertekend.
Op 4 juni 2022 werd Kevin Na het eerste lid van de PGA Tour dat ontslag nam om deel te nemen aan LIV Golf. Hij zei: "Als ik gebruik maak van mijn recht om te kiezen waar en wanneer ik golf, dan kan ik geen PGA Tour-speler blijven zonder disciplinaire procedures en juridische stappen te verwachten van de PGA Tour. ... Ik hoop dat het huidige beleid verandert en dat ik weer op de PGA Tour kan spelen". Regerend amateurkampioen James Piot, die in mei 2022 professional werd, koos ervoor om in het eerste LIV Golf-toernooi te spelen zonder lid te zijn geworden van de PGA Tour.
In een interview met de Washington Post, gepubliceerd op 5 juni 2022, zei CEO Greg Norman dat Tiger Woods had geweigerd mee te doen en een "gigantische bedrag met negen cijfers" had afgewezen.
Voor het tweede evenement in Portland kondigde LIV Golf aan dat ze nog meer spelers gecontracteerd hadden, waaronder verschillende spelers uit de top-50 van de wereldranglijst en nog drie Amerikaanse kampioenen: Bryson DeChambeau, Brooks Koepka en Patrick Reed. Tijdens het evenement werd aangekondigd dat Paul Casey ook mee zou spelen op het volgende evenement in Bedminster. Op dit derde toernooi verscheen onder andere ook de Europese Ryder Cup-captain Henrik Stenson, die hierdoor uit zijn rol werd gezet door het Europese Ryder Cup-team. In augustus 2022, voor het vierde evenement in Boston, kondigde LIV Golf aan dat er nog zes spelers bij waren gekomen, waaronder US Open-winnaar kampioen en nummer twee van de wereld Cameron Smith.

## Ontvangst
LIV Golf wordt gefinancierd door het Public Investment Fund, het staatsinvesteringsfonds van Saoedi-Arabië. Sommige journalisten en commentatoren hebben gezegd dat de tour deel uitmaakt van de inspanningen van de Saoedische monarchie, die is bekritiseerd vanwege haar corruptie en mensenrechtenschendingen, om haar publieke imago te verbeteren door middel van sport.
Mensenrechtenorganisaties hebben LIV Golf bekritiseerd vanwege sportswashing, een politieke strategie van Saoedi-Arabië om zijn repressieve imago in de wereld op te poetsen door middel van sport. Human Rights Watch noemde het Saoedische streven "een poging om af te leiden van zijn ernstige mensenrechtenschendingen door evenementen over te nemen die menselijke prestaties vieren".
Ook CEO Greg Norman werd ervan beschuldigd dat hij de repressieve Saoedische regering helpt voor zijn eigen financieel gewin. In 2021 ontkende Norman dat hij werd gebruikt voor sportswashing en zei dat hij voor LIV werkt vanwege zijn passie voor de sport. In mei 2022 verdedigde Norman de betrokkenheid van de Saoedische kroonprins Mohammed bin Salman bij de moord op Jamal Khashoggi door te zeggen: "Kijk, we hebben allemaal fouten gemaakt en je wilt gewoon leren van die fouten en hoe je ze in de toekomst kunt corrigeren." Zijn verklaring leidde tot veel kritiek. Khashoggi's verloofde, Hatice Cengiz, zei dat het kwetsend was dat "Jamal's brute moord wordt afgewimpeld als een 'fout' en dat we gewoon verder moeten gaan."

### PGA Tour
De PGA Tour kondigde aan dat haar leden, die deel zouden nemen aan LIV Golf-evenementen, bestraft kunnen worden voor het spelen in een conflicterend evenement zonder toestemming van de Tour. De schending zou kunnen resulteren in boetes, schorsingen of volledige uitsluiting. Op 9 juni 2022 kondigde de PGA Tour aan dat haar leden, die deelnamen aan het eerste LIV Golftoernooi, niet langer in aanmerking kwamen om deel te nemen aan tourevenementen of de Presidents Cup.
Op 11 juli 2022 werd bekend dat het Amerikaanse ministerie van Justitie een onderzoek instelde naar de PGA Tour om te bepalen of zij zich schuldig hebben gemaakt aan concurrentiebeperkend gedrag ten aanzien van LIV Golf. In augustus 2022 spanden LIV Golf en verschillende golfspelers een civiele rechtszaak aan tegen de PGA Tour, die daaropvolgend een tegenaanklacht indiende dat LIV Golf de PGA-spelers aanmoedigde om hun bestaande contracten te verbreken.

### Europese PGA Tour
De European Tour nam tot juni 2022 geen disciplinaire maatregelen tegen vertrekkende leden, maar sinds de "alliantie" met de PGA Tour werd aangekondigd dat LIV Golf-deelnemers een boete zouden krijgen en geschorst zouden worden voor de drie georganiseerde evenementen van de PGA Tour op de Europese Tour. Verschillende spelers, waaronder Ian Poulter, ondernamen juridische stappen waardoor de schorsingen werden opgeschort en ze konden spelen in de daaropvolgende tour-evenementen in afwachting van een volledige hoorzitting.

## Fusie van LIV Golf en PGA
Na enkele jaren van rivaliteit werd de golfwereld op 6 juni 2023 opgeschrikt door het nieuws dat LIV Golf, de PGA Tour en de PGA European Tour hun commerciële rechten zouden bundelen in een nieuwe onderneming met winstoogmerk, die gefinancierd zou worden door het Public Investment Fund. In de aankondiging staat dat de fusie bedoeld is om "het golfspel wereldwijd te verenigen" en "ervoor te zorgen dat alle belanghebbenden profiteren van een model dat maximale opwinding en competitie tussen de beste spelers van het spel oplevert". 
De huidige PGA Tour-commissaris Jay Monahan wordt CEO van de nieuwe entiteit, Yasir Al-Rumayyan voorzitter en de PGA Tour benoemt de meerderheid van het bestuur. Alle drie de tours behouden het administratieve toezicht en de sanctionering van hun evenementen. Deze overeenkomst beëindigt alle bestaande geschillen en er zijn plannen voor een "eerlijk en objectief proces voor spelers die opnieuw het lidmaatschap willen aanvragen".

## Golftoernooien van LIV

### 2022
| Nr. | Datum             | Golfbaan                            | Locatie               | Prijzengeld ($) | Prijzengeld ($) | Winnaar          | Winnaar      | Opmerkingen  |
| Nr. | Datum             | Golfbaan                            | Locatie               | Individueel     | Team            | Individueel      | Team         | Opmerkingen  |
| --- | ----------------- | ----------------------------------- | --------------------- | --------------- | --------------- | ---------------- | ------------ | ------------ |
| 1   | 11 juni 2022      | Centurion Club                      | Londen, VK            | 20.000.000      | 5.000.000       | Charl Schwartzel | Stingers GC  |              |
| 2   | 3 juli 2022       | Pumpkin Ridge Golf Club             | Portland, VS          | 20.000.000      | 5.000.000       | Branden Grace    | 4 Aces GC    |              |
| 3   | 31 juli 2022      | Trump National Golf Club Bedminster | Bedminster, VS        | 20.000.000      | 5.000.000       | Henrik Stenson   | 4 Aces GC    |              |
| 4   | 4 september 2022  | The International Golf Club         | Boston, VS            | 20.000.000      | 5.000.000       | Dustin Johnson   | 4 Aces GC    |              |
| 5   | 18 september 2022 | Rich Harvest Farms                  | Chicago, VS           | 20.000.000      | 5.000.000       | Cameron Smith    | 4 Aces GC    |              |
| 6   | 9 oktober 2022    | Stonehill                           | Bangkok, Thailand     | 20.000.000      | 5.000.000       | Eugenio Chacarra | Fireballs GC |              |
| 7   | 16 oktober 2022   | Royal Greens Golf & Country Club    | Jeddah, Saudië-Arabië | 20.000.000      | 5.000.000       | Brooks Koepka    | Smash GC     |              |
| 8   | 30 oktober 2022   | Trump National Doral Miami          | Miami, VS             | n.v.t.          | 50.000.000      | n.v.t.           | 4 Aces GC    | Teamtoernooi |

### 2023
| Nr. | Datum                           | Golfbaan                               | Locatie                   | Prijzengeld ($) | Prijzengeld ($) | Winnaar            | Winnaar       |
| Nr. | Datum                           | Golfbaan                               | Locatie                   | Individueel     | Team            | Individueel        | Team          |
| --- | ------------------------------- | -------------------------------------- | ------------------------- | --------------- | --------------- | ------------------ | ------------- |
| 1   | 26 februari 2023                | El Camaleón Golf Course                | Playa del Carmen, Mexico  | 20.000.000      | 5.000.000       | Charles Howell III | Crushers GC   |
| 2   | 19 maart 2023                   | The Gallery Golf Club                  | Tucson, VS                | 20.000.000      | 5.000.000       | Danny Lee          | Fireballs GC  |
| 3   | 2 april 2023                    | Orange County National                 | Orlando, VS               | 20.000.000      | 5.000.000       | Brooks Koepka      | Torque GC     |
| 4   | 23 april 2023                   | Grange Golf Club                       | Adelaide, Australië       | 20.000.000      | 5.000.000       | Taylor Gooch       | 4Aces GC      |
| 5   | 30 april 2023                   | Sentosa Golf Club                      | Singapore, Singapore      | 20.000.000      | 5.000.000       | Taylor Gooch       | RangeGoats GC |
| 6   | 14 mei 2023                     | Cedar Ridge Country Club               | Tulsa, VS                 | 20.000.000      | 5.000.000       | Dustin Johnson     | Stinger GC    |
| 7   | 28 mei 2023                     | Trump National Golf Club Washington DC | Washington D.C., VS       | 20.000.000      | 5.000.000       | Harold Varner III  | Torque GC     |
| 8   | 2 juli 2023                     | Real Club Valderrama                   | Sotogrande, Spanje        | 20.000.000      | 5.000.000       | Taylor Gooch       | Torque GC     |
| 9   | 9 juli 2023                     | Centurion Club                         | Londen, VK                | 20.000.000      | 5.000.000       | Cameron Smith      | 4Aces GC      |
| 10  | 6 augustus 2023                 | The Greenbrier                         | White Sulphur Springs, VS | 20.000.000      | 5.000.000       | Bryson DeChambeau  | Torque GC     |
| 11  | 3 augustus 2023                 | Trump National Golf Club Bedminster    | Bedminster, VS            | 20.000.000      | 5.000.000       | Cameron Smith      | Ripper GC     |
| 12  | 24 september 2023               | Rich Harvest Farms                     | Chicago, VS               | 20.000.000      | 5.000.000       | Bryson DeChambeau  | Crushers GC   |
| 13  | 15 oktober 2023 5 november 2023 | Royal Greens Golf & Country Club       | Jeddah, Saoedi-Arabië     | 20.000.000      | 5.000.000       | Brooks Koepka      | Fireballs GC  |
| 14  | 22 oktober 2023                 | Trump National Doral Miami             | Miami, VS                 | n.v.t.          | 50.000.000      | n/a                | Crushers GC   |